# Kurt Nehring
Kurt Nehring (* 29. Mai 1898 in Posen; † 29. April 1988 in Rostock) war ein deutscher Agrikulturchemiker.

## Leben und Wirken
Kurt Nehring, Sohn eines Landwirts, studierte ab 1918 Naturwissenschaften an den Universitäten Freiburg/Br. und Königsberg/Pr., wo er 1921 mit einer Dissertation aus dem Fachgebiet Chemie zum Dr. phil. promoviert wurde. Nach mehrjähriger Assistentenzeit an verschiedenen Instituten erhielt er 1928 in Königsberg die Lehrberechtigung (Venia legendi) für Agrikulturchemie. Als Privatdozent am Agrikulturchemischen Institut der Universität Königsberg arbeitete er in den folgenden Jahren besonders über den Einfluss der Bodenreaktion auf die Umsetzungen der verschiedenen Stickstoffverbindungen im Boden. Zum 1. Mai 1933 trat er der NSDAP bei (Mitgliedsnummer 2.270.938).
1935 übernahm Nehring als a. o. Professor die Leitung der Landwirtschaftlichen Versuchsstation in Jena. Von 1936 bis 1945 leitete er als Direktor die Landwirtschaftliche Versuchsstation Rostock. Zu seinen Forschungsschwerpunkten gehörten hier u. a. Probleme der organischen Düngung sowie Experimente über den Einfluss der Wasser- und Nährstoffversorgung auf die Eiweißbildung bei Gerste. Zunehmend widmete er sich aber der Untersuchung und Bewertung von Futtermitteln.
1948 wurde Nehring an der neu gegründeten Landwirtschaftlichen Fakultät der Universität Rostock auf den Lehrstuhl für Agrikulturchemie berufen und zum Direktor des Instituts für Agrikulturchemie und Bodenkunde ernannt. Dieses Institut leitete er bis zu seiner Emeritierung im Jahre 1963. Im Jahre 1951 erhielt er den Auftrag, ein zentrales Institut für Tierernährung aufzubauen. Von 1952 bis 1964 leitete er dieses Institut, das sich unter seiner Ägide als „Oskar-Kellner-Institut“ zu einer international anerkannten Forschungseinrichtung in der DDR entwickelte.
In den ersten Jahren nach dem Zweiten Weltkrieg bearbeitete Nehring unter anderem aktuelle Fragen aus dem Gebiet der Humusforschung, z. B. die Langzeitwirkung von Jauchekompost. Auch zu pflanzenbaulichen Problemen, beispielsweise zum Umpflanzen von Getreide, legte er Feldversuche an. Sein zentraler Forschungsschwerpunkt wurde jedoch das Gebiet der Tierernährung und Futtermittelkunde. Er entwickelte ein energetisches Futterbewertungssystem, das einen Paradigmenwechsel auf dem Gebiet der Tierernährung einleitete.
Nehring gilt als einer der herausragenden Enzyklopädisten der Agrikulturchemie des 20. Jahrhunderts mit umfassenden Kenntnissen auf den Gebieten der Bodenkunde, der Düngung, der Pflanzenernährung, des landwirtschaftlichen Versuchswesens und der Tierernährung. Die Gesamtbibliographie seiner wissenschaftlichen Veröffentlichungen umfasst über 450 Arbeiten. Von seinem Hauptwerk, dem Lehrbuch der Tierernährung und Futtermittelkunde, sind von 1950 bis 1972 insgesamt neun Auflagen erschienen. Bewundernswert war Nehrings Fähigkeit, die jeweils wichtigsten Erkenntnisse aus der wissenschaftlichen Forschung für die landwirtschaftliche Praxis nutzbar zu machen.

## Familie
Kurt Nehring war seit 1927 verheiratet mit Charlotte, geborene Bark (1906–1972). Der Ehe entstammten fünf Kinder, die Töchter Gila (* 1928) und Herlinde (* 1936) und die Söhne Dietwart (* 1930), Alfried (* 1939) und Hartmut (* 1944). Dietwart Nehring wurde Ozeanograph, Alfried Nehring wurde Filmproduzent, Drehbuchautor, Dramaturg und Autor.

## Ehrungen und Auszeichnungen
Als Forscher, Lehrer und Wissenschaftsorganisator ist Nehring vielfach geehrt und ausgezeichnet worden. 1951 wurde er als Mitglied in die Akademie der Landwirtschaftswissenschaften der DDR berufen, 1957 in die Deutsche Akademie der Naturforscher Leopoldina und 1966 in die Königliche Schwedische Akademie für Land- und Forstwissenschaft. Von zahlreichen weiteren Auszeichnungen sind hervorzuheben: 1963 Verleihung der Erwin-Baur-Medaille durch die Akademie der Landwirtschaftswissenschaften der DDR, 1964 des Henneberg-Lehmann-Preises durch die Landwirtschaftliche Fakultät der Universität Göttingen und 1964 der Hugo-Neubauer-Auszeichnung durch den Verband Deutscher Landwirtschaftlicher Untersuchungs- und Forschungsanstalten. 1952 wurde Nehring von der Regierung der DDR mit dem Nationalpreis II. Klasse und 1959 mit dem Vaterländischen Verdienstorden in Silber ausgezeichnet.
Vier Fakultäten verliehen ihm die Würde eines Ehrendoktors:
- 1956 die Landwirtschaftliche Fakultät der Humboldt-Universität zu Berlin,
- 1965 die Veterinärmedizinische Fakultät der Humboldt-Universität zu Berlin,
- 1968 die Landwirtschaftliche Fakultät der Universität Rostock,
- 1987 die Landwirtschaftliche Fakultät der Universität Göttingen.

## Hauptwerke
- Lehrbuch der Tierernährung und Futtermittelkunde. Neumann-Verlag Radebeul und Berlin 1950; 2. Aufl. 1952; 3. Aufl. 1953; 4. Aufl. 1953; 5. Aufl. 1955; 6. Aufl. 1955; 7. Aufl. 1960; 8. Aufl. 1964; 9. neubearb. u. erw. Aufl. 1972.
- Agrikulturchemisches Praktikum. Quantitative Analyse zur Untersuchung von Dünge- und Futtermitteln, der Milch und des Bodens zum Gebrauch für Studierende der Agrikulturchemie, Land- und Forstwirtschaft sowie Naturwissenschaften. Originalausgabe von Hans Wießmann (Berlin 1926). - Zweite völlig neubearbeitete Aufl.  von Kurt Nehring. Verlag Paul Parey Berlin 1951. - 3. Aufl. unter dem Titel Agrikulturchemische Untersuchungsmethoden für Dünge- und Futtermittel, Böden und Milch. Neubearbeitet von Kurt Nehring. Verlag Paul Parey Hamburg und Berlin 1960.
- Die Bewertung der Futterstoffe und andere Probleme der Tierernährung. Herausgegeben von Kurt Nehring und der Akademie der Landwirtschaftswissenschaften zu Berlin. Deutscher Bauernverlag Berlin 1954 = Festschrift anlässlich des 100jährigen Bestehens der Landwirtschaftlichen Versuchsstation Leipzig-Möckern Tl. 2 (Wissenschaftliche Abhandlungen Bd. 5,2).
- Düngung, Qualität und Futterwert. In: Handbuch der Pflanzenernährung und Düngung. Bd. 3, Düngung der Kulturpflanzen, Zweite Hälfte. Springer-Verlag Wien-New York 1965, S. 1260–1354.
- Ackerfutterpflanzen (Anbautechnik - Arbeitsaufwand - Futterwert - Nährstoffertrag), gemeinsam mit Fritz Lüddecke. VEB Deutscher Landwirtschaftsverlag Berlin 1971.